# De qué me sirve quererte
De qué me sirve quererte es el nombre del cuarto álbum de estudio del cantante salvadoreño Álvaro Torres. En este álbum Álvaro Torres aborda sentimientos como siempre profundos pero refinados. Demuestra sus cualidades con destacadas interpretaciones como lo son el caso de "De qué me sirve quererte", "Comerciante del amor" o "Deseos". Fue lanzado al mercado en el mismo año 1979 por Discos Latinoamericanos DILA.

## Lista de temas
1. De qué me sirve quererte
2. Te quiero
3. Deseos
4. Minerva
5. No pido más
6. Cómo quisiera
7. Aléjate de mi
8. Amor, dolor
9. No puedo ni quiero olvidarte
10. Comerciante del amor

- Datos: Q5800827